# Ludo Sheid
Ludo Sheid (20 november 1897 - 4 april 1970) was een Belgisch schutter.

## Levensloop
Sheid won goud op de wereldkampioenschappen kleiduifschieten van 1935 te Brussel. Eveneens in 1935 won hij brons op de (officieuze) Europese kampioenschappen kleiduifschieten die eveneens te Brussel plaatsvonden. In 1957 won hij brons op het EK jachtgeweer te Parijs in het onderdeel 'Skeet'.
Sheid was aangesloten bij Club du Fusil de Chasse, waarvan hij tevens voorzitter was.